# Ophiostoma novo-ulmi
Ophiostoma novo-ulmi is een schimmel die behoort tot de orde Ophiostomatales van de ascomyceten. De schimmel veroorzaakt iepenziekte. Ophiostoma novo-ulmi is pas in de jaren zeventig voor het eerst waargenomen en tast ook de tegen Ophiostoma ulmi resistente rassen 'Commelin' en 'Groeneveld' aan. De schimmel heeft n = 8 chromosomen.
Er zijn twee ondersoorten:
- De Euraziatische ondersoort (EAN) Ophiostoma novo-ulmi subsp. novo-ulmi
- De Noord-Amerikaanse ondersoort (NAN) Ophiostoma novo-ulmi subsp. americana Brasier & S.A. Kirk (2001)

De schimmel groeit in houtvaten van de boom. De boom produceert als reactie thyllen, blazen in de vaten, om de groei van de schimmel te stoppen, maar daardoor raken die vaten ook verstopt. De schimmel kan van het ene houtvat in het andere komen waardoor er zoveel houtvaten verstopt raken dat de boom afsterft. De schimmel wordt verspreid door de grote en de kleine iepenspintkever (Scolytus scolytus en S. multistriatus).

## Geschiedenis
De Euraziatische ondersoort (EAN) Ophiostoma novo-ulmi subsp. novo-ulmi verscheen voor het eerst in Europa in de regio Moldavië in de jaren 1940. De  Noord-Amerikaanse ondersoort (NAN) Ophiostoma novo-ulmi subsp. americana verscheen in datzelfde decennium voor het eerst in de zuidelijke streken van de Grote Meren en werd omstreeks 1960 ingevoerd in Groot-Brittannië vermoedelijk met een scheepslading iepenhout. Ze werden verder over Europa verspreid door de iepenspintkevers. Ophiostoma novo-ulmi subsp. americana zorgde in de jaren zeventig er voor dat veel bomen in Nederland afstierven. Na het jaar 2000 kwam er een nieuwe ziektegolf in Nederland, die onder de overgebleven bomen en nieuwe aanplant flink huishoudt.

## Beschrijving
Ophiostoma novo-ulmi vormt twee soorten conidia. In het xyleem van levende iepen worden in het sporothrix stadium op korte, 10 - 30 µm lange conidioforen ovale conidia gevormd. Deze conidia vermeerderen zich in de xyleemvaten net zoals gisten door knopvorming. Ze kiemen en verspreiden zo het mycelium door de boom. De schimmeldraden zijn 1 - 6 µm dikke en hebben tussenwanden. In afstervende of pas afgestorven bomen vormen in het graphium stadium gekiemde conidia in de bast en in de door de kevers gegraven gangen mycelium, dat kleverige conidia op rechtopgaande, donker gekleurde, 1 –2 mm lange coremia met  een bijna kleurloze ronde kop vormt. De kevers verspreiden de kleverige sporen naar andere bomen.
De schimmel is heterothallisch. Als twee verschillende paringstypen op iepenhout elkaar tegenkomen worden perithecia gevormd. De zwarte voet van het perithecium is rond. De Euraziatische ondersoort heeft 75-500 µm brede perithecia met een zwarte nek, die 290 - 640 µm lang is. De Noord-Amerikaanse ondersoort heeft 90-140 µm brede perithecia met een zwarte nek, die 190 - 380 µm lang is. De gesepteerde hyfen zijn 20 - 60 × 1 - 2 µm groot. De dunwandige, doorzichtige sporenzakjes zijn rond tot ovaal. De  4,5 - 6 × 1 - 1,5 µm grote ascosporen hebben geen tussenwanden en zitten in kleverige hoopjes, die door de kevers verspreid worden.

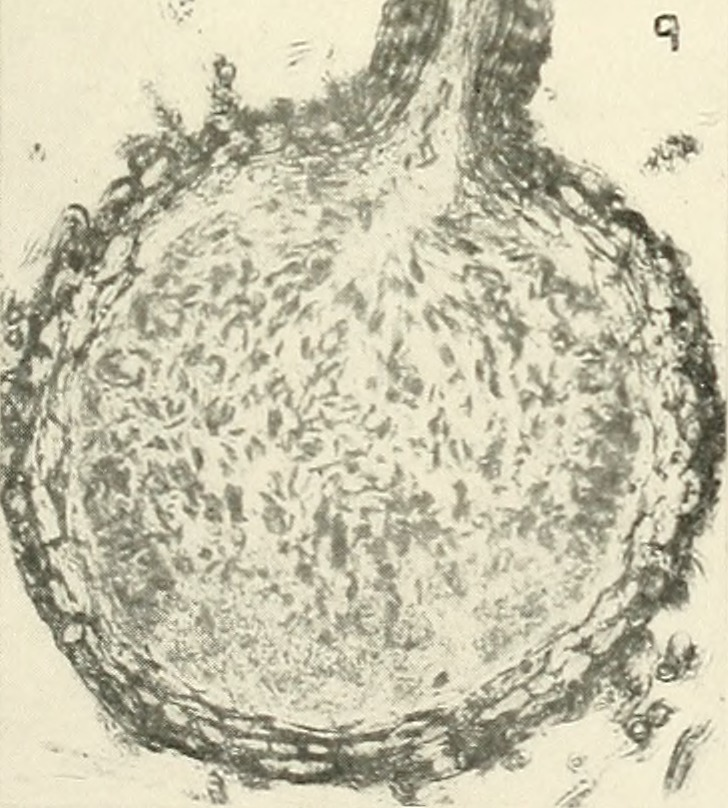
Perithecium van Ophiostoma ulmi
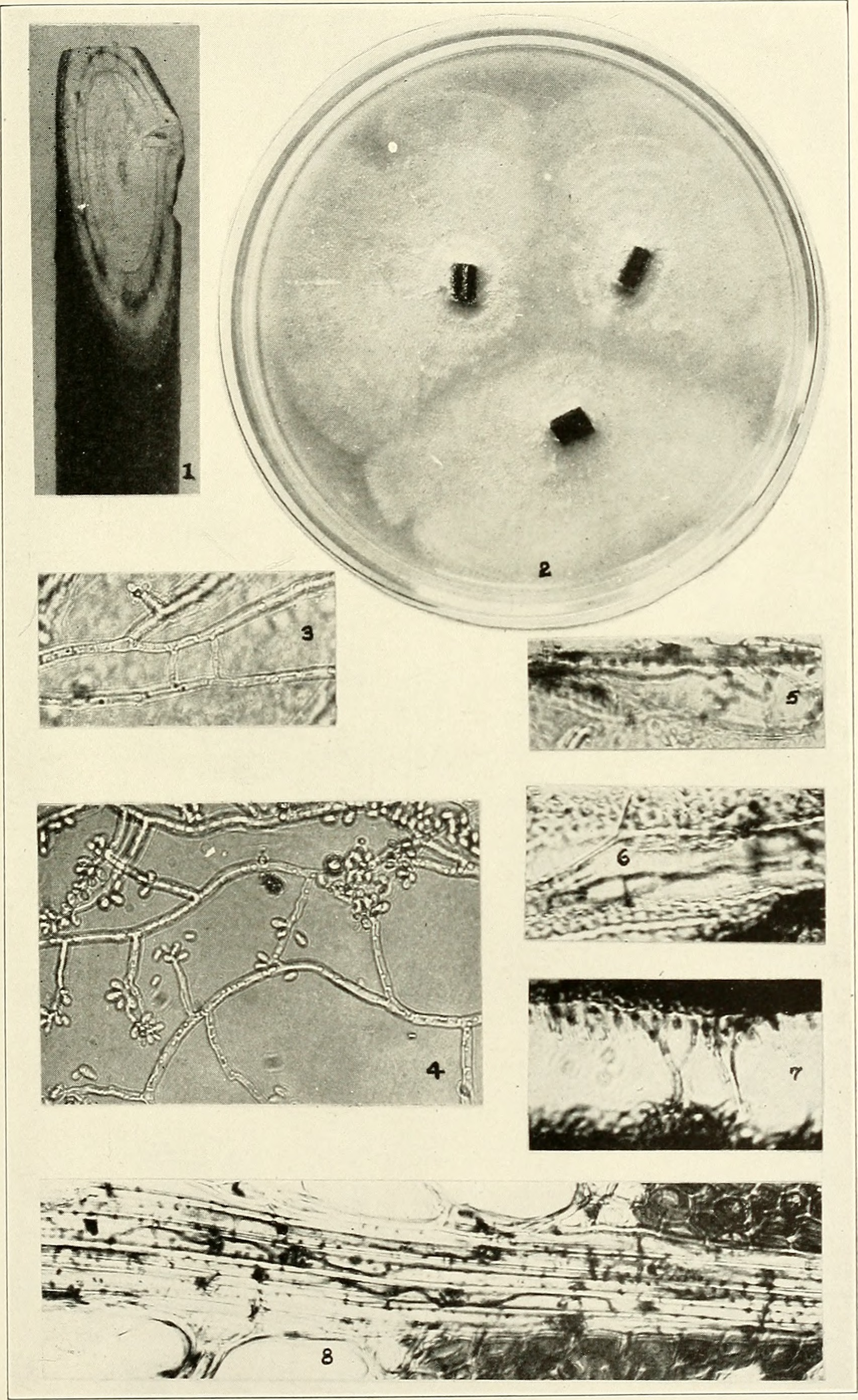
Sporothrix stadium van Ophiostoma ulmi: 4. Conidioforen met conidia
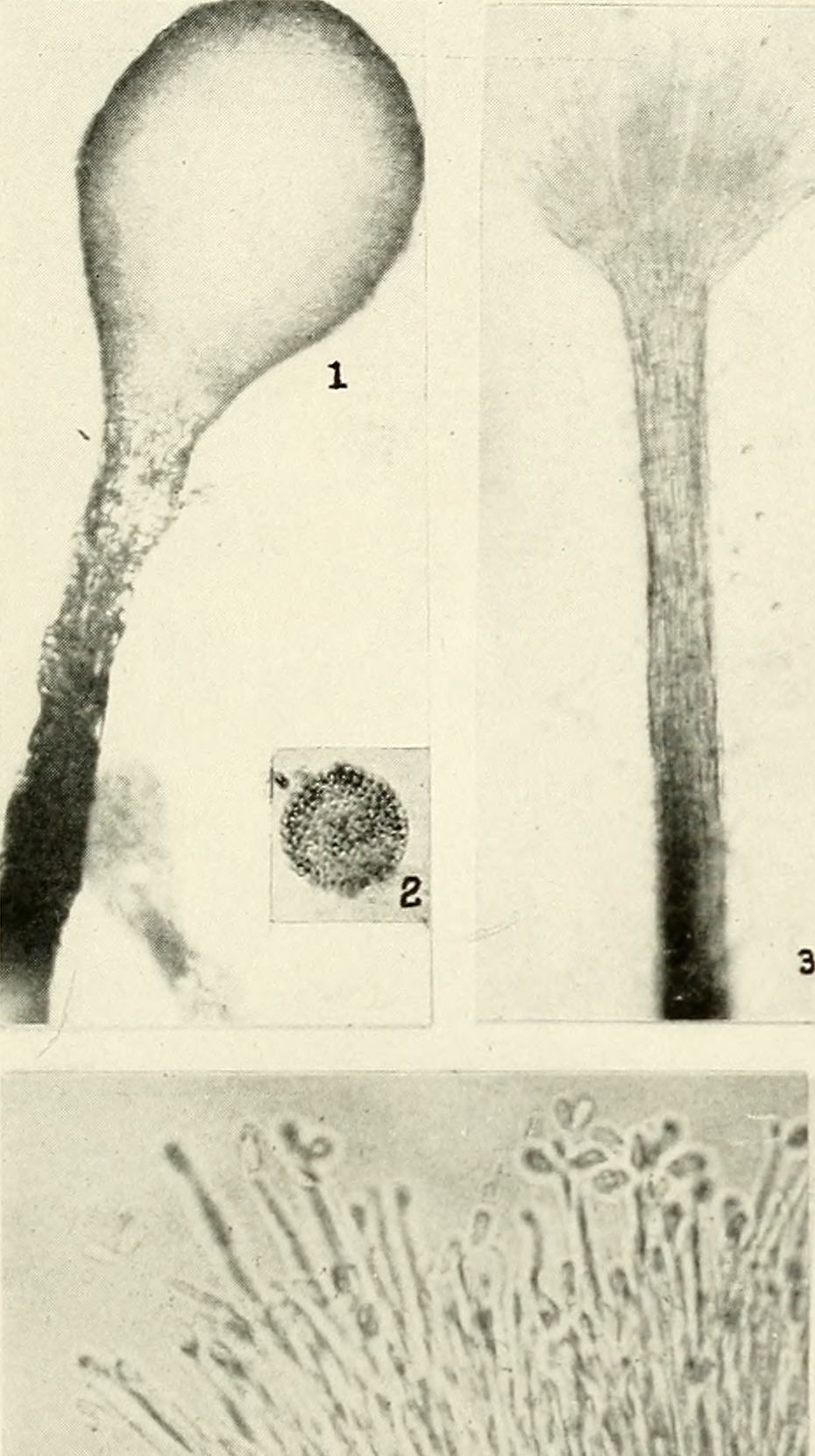
Graphium stadium van Ophiostoma ulmi: Coremium met conidia